# Précy-sous-Thil
Précy-sous-Thil is een gemeente in het Franse departement Côte-d'Or (regio Bourgogne-Franche-Comté) en telt 708 inwoners (1999). De plaats maakt deel uit van het arrondissement Montbard.

## Geografie
De oppervlakte van Précy-sous-Thil bedraagt 8,6 km², de bevolkingsdichtheid is 82,3 inwoners per km².
De onderstaande kaart toont de ligging van Précy-sous-Thil met de belangrijkste infrastructuur en aangrenzende gemeenten.

## Demografie
Onderstaande figuur toont het verloop van het inwonertal (bron: INSEE-tellingen).